# 2e division blindée (Royaume-Uni)
Pour les articles homonymes, voir 2e division.
La 2e division blindée est une division de l'armée britannique active au début de la Seconde Guerre mondiale.

## Histoire
La création de la division avait été discutée depuis le début de 1939, avec l'intention de la former en scindant la 1re division blindée. Un manque de chars retarda cela jusqu'en décembre 1939. Pendant une courte période après sa création, elle n'avait pas d'unités affectées jusqu'à ce que la 1re brigade blindée légère lui soit affectée par la 1re division blindée et la 22e brigade blindée lourde par le Southern Command.
Au début des années 1940, la 1re division blindée reçoit la priorité des équipements reçus, laissant la 2e division en sous-effectif et équipée en grande partie de chars légers. Après la bataille de France, avec la menace d'une invasion allemande du Royaume-Uni, la priorité des équipements passe à la 2e division blindée, qui est renforcée. Le plan était d'utiliser la division pour contre-attaquer les flancs d'une force d'invasion allemande redoutée. En août 1940, un régiment blindé de la division est transporté en Égypte et transféré à la 7e division blindée, mais il est remplacé par un autre. En octobre, il est décidé de transférer le reste de la division en Égypte, en renfort du Middle East Command.
Avant de partir pour l'Égypte, la division échange des brigades avec la 1re division blindée. Comme la brigade reçue en échange ne comprenait qu'un seul régiment blindé, l'effectif de la division fut réduit à trois régiments blindés. À son arrivée en Égypte en décembre 1940, la division est encore réduite afin de fournir un soutien à l'opération Lustre, un corps expéditionnaire en Grèce. Les unités détachées comprenaient les deux tiers des chars de la division, un bataillon d'infanterie et un soutien d'artillerie. Les restes de la division se sont ensuite déplacés vers la province de Cyrénaïque en Libye italienne, conquise lors de l'opération Compass. Les chars restants de la division étaient usés ; des modèles italiens capturés également décrépits complétèrent l'unité. En mars, une contre-attaque germano-italienne entraîne la destruction de la division et l'expulsion des Britanniques de Cyrénaïque, à l'exception de Tobrouk.
Le consensus des historiens conclut que la division n'aurait pas pu faire grand-chose pour empêcher cela, étant donné les circonstances de son sous-équipement, de son manque d'approvisionnement, de son manque de formation appropriée, de ses communications inadéquates et d'une chaîne de commandement peu claire,,.

## General Officer Commanding
| Date de promotion | General Officer Commanding                                    |
| ----------------- | ------------------------------------------------------------- |
| 15 décembre 1939  | Major-général Frederick Hotblack (en)                         |
| 17 avril 1940     | Brigadier Charles Norrie (par intérim)                        |
| 10 mai 1940       | Major-général Justice Tilly (en) (décédé le 5 janvier 1941)   |
| 16 janvier 1941   | Brigadier H. B. Latham (par intérim)                          |
| 12 février 1941   | Major-général Michael Gambier-Parry (capturé le 8 avril 1941) |

### Lectures complémentaires
- J. Shales, A Detailed Fighting Account of the 2nd Armoured Division, 9th Australian Division, 3rd Indian Motor Brigade, 7th Support Group and 22nd Guards Brigade in Combat with the Afrikakorps and Units of the Ariete, Brescia, Bologna, Pavia and Trento Divisions: February–May 1941, vol. I, Rainham, Kent, Armour, coll. « Infantry, Artillery and Tank Combat in Libya and Egypt », 2015 (ISBN 978-0-9931732-0-2)